# Tavlefjärden
Tavlefjärden este o arie protejată (arie specială de conservare — SAC, sit de importanță comunitară — SCI) din Suedia întinsă pe o suprafață de 125,7 ha, integral pe uscat.

## Localizare
Centrul sitului Tavlefjärden este situat la coordonatele 63°46′51″N 20°24′46″E / 63.7809°N 20.4127°E.

## Înființare
Situl Tavlefjärden a fost declarat sit de importanță comunitară în iulie 2010 pentru a proteja un număr necunoscut de specii din flora spontană și fauna sălbatică aflate în arealul zonei. Situl a fost protejat și ca arie specială de conservare în decembrie 2017.

## Biodiversitate
Situată în ecoregiunile boreală și marină baltică, aria protejată conține 2 habitate naturale: Păduri naturale în etape succesive primare ale suprafețelor emergente de coastă, Mlaștini turboase de tranziție și turbării mișcătoare.
La baza desemnării sitului se află un număr nedeclarat de specii protejate.